# Geissorhiza aspera
Geissorhiza aspera är en irisväxtart som beskrevs av Peter Goldblatt. Geissorhiza aspera ingår i släktet Geissorhiza och familjen irisväxter. Inga underarter finns listade i Catalogue of Life.

## Bildgalleri

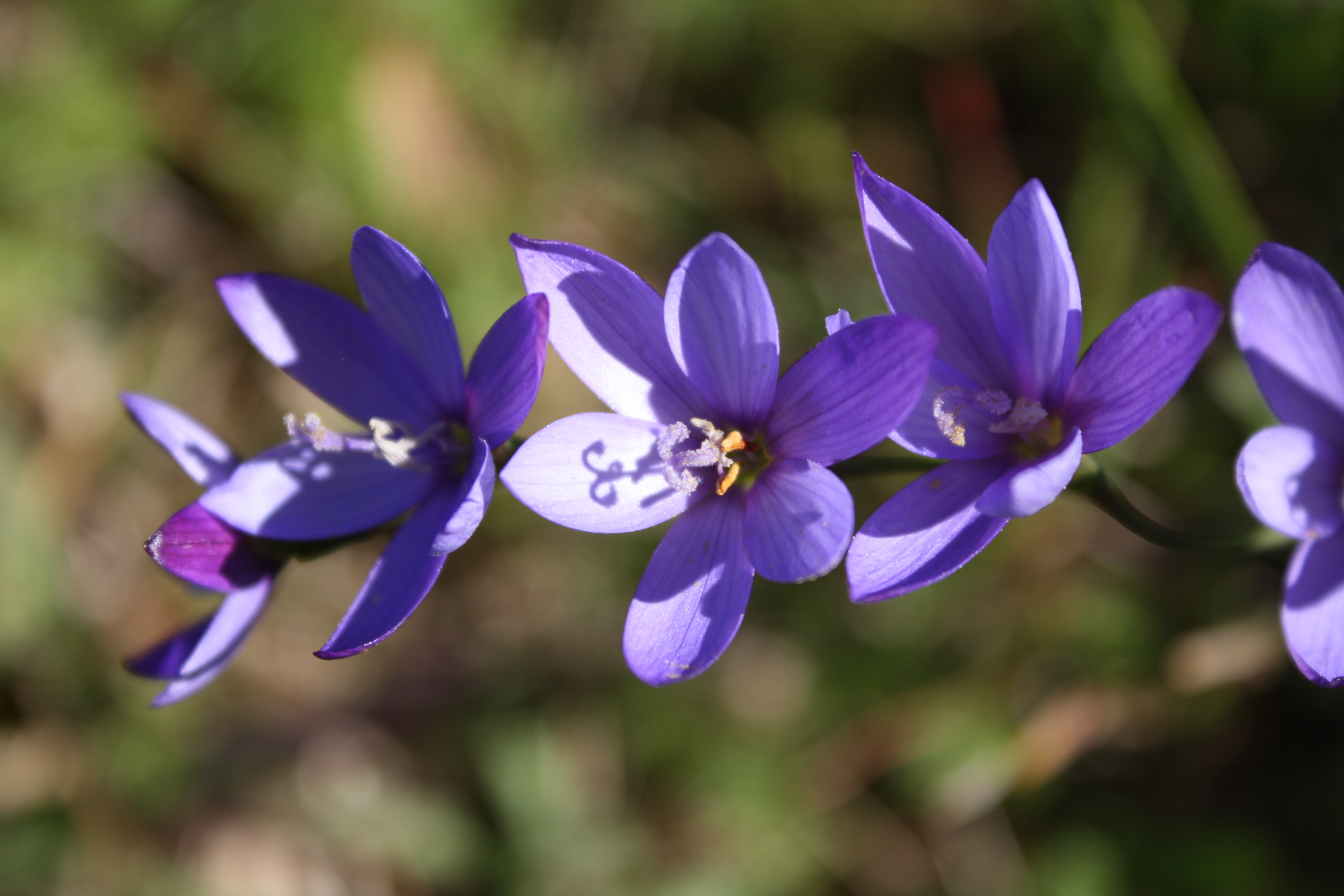
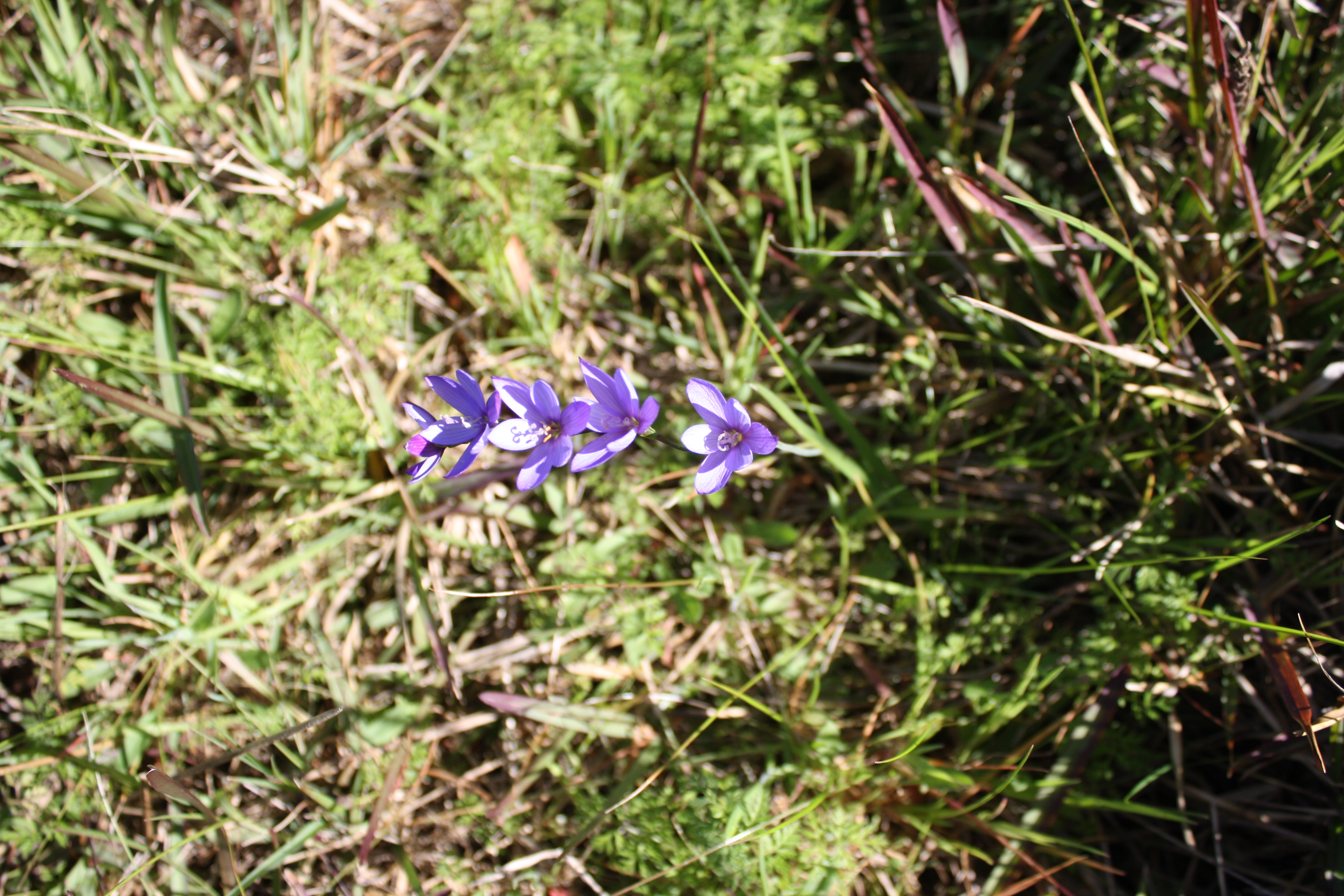
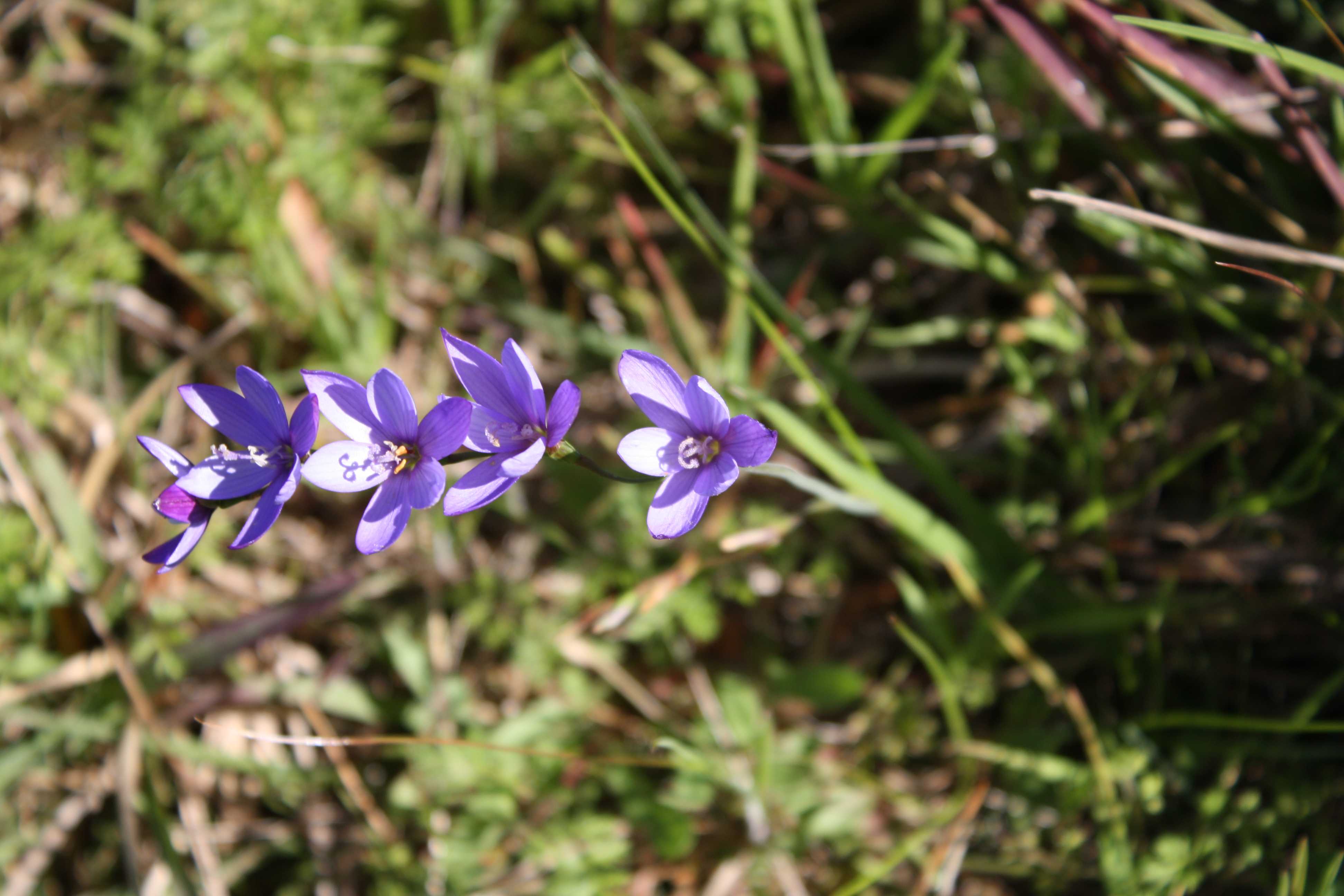